# Regan Vest

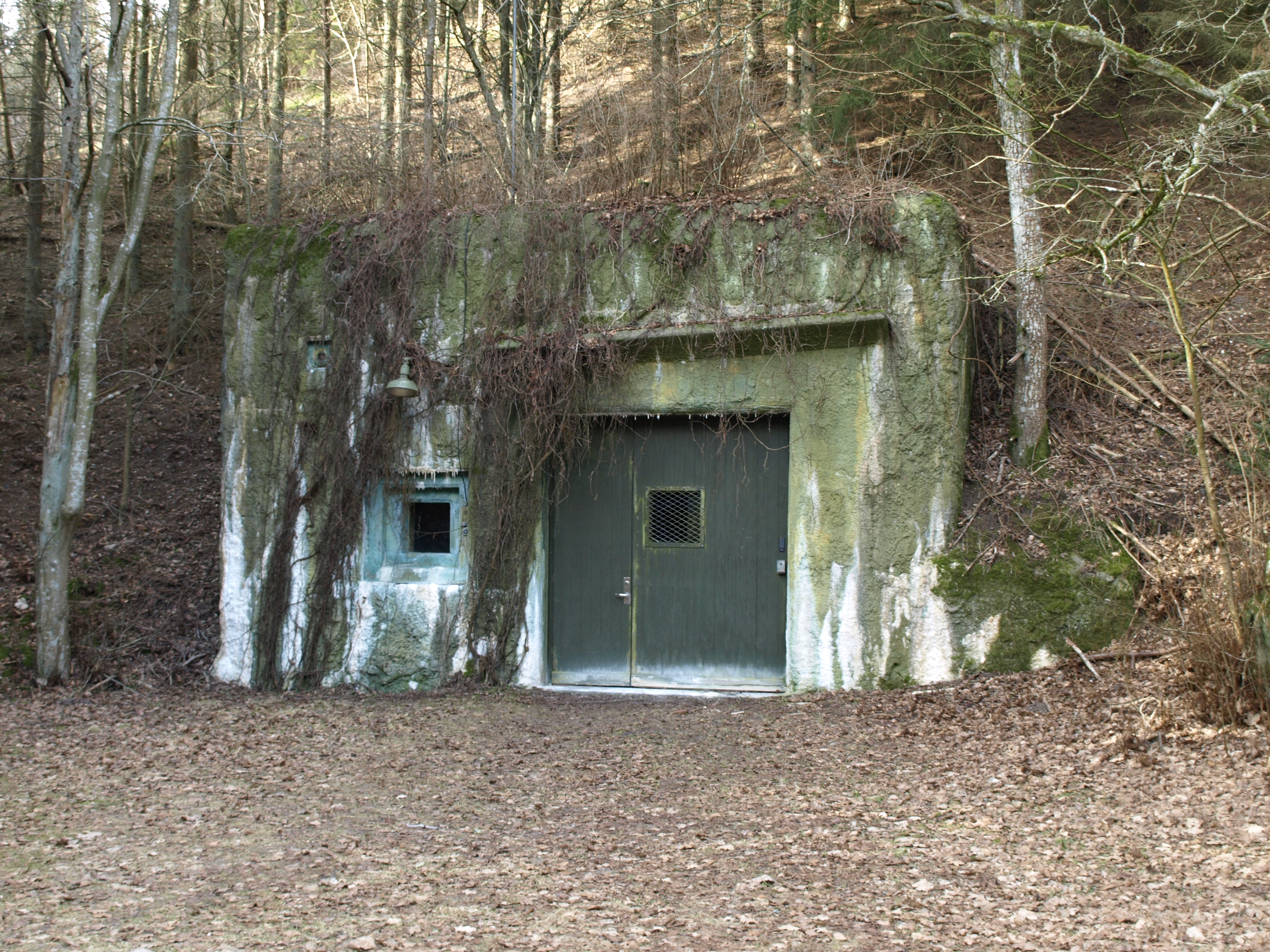
Teil der Anlage (2013)

Regan Vest (dänisch regeringsanlæg vest) ist ein ehemaliger dänischer Regierungsbunker im Rold Skov in Jütland.
Die Anlage wurde in den 1960er-Jahren gebaut und sollte dem Königshaus und der Regierung Schutz bieten. Im Jahr 2012 wurde sie aufgelöst. Sie ist heute ein Museum.